# Placa del Explorador

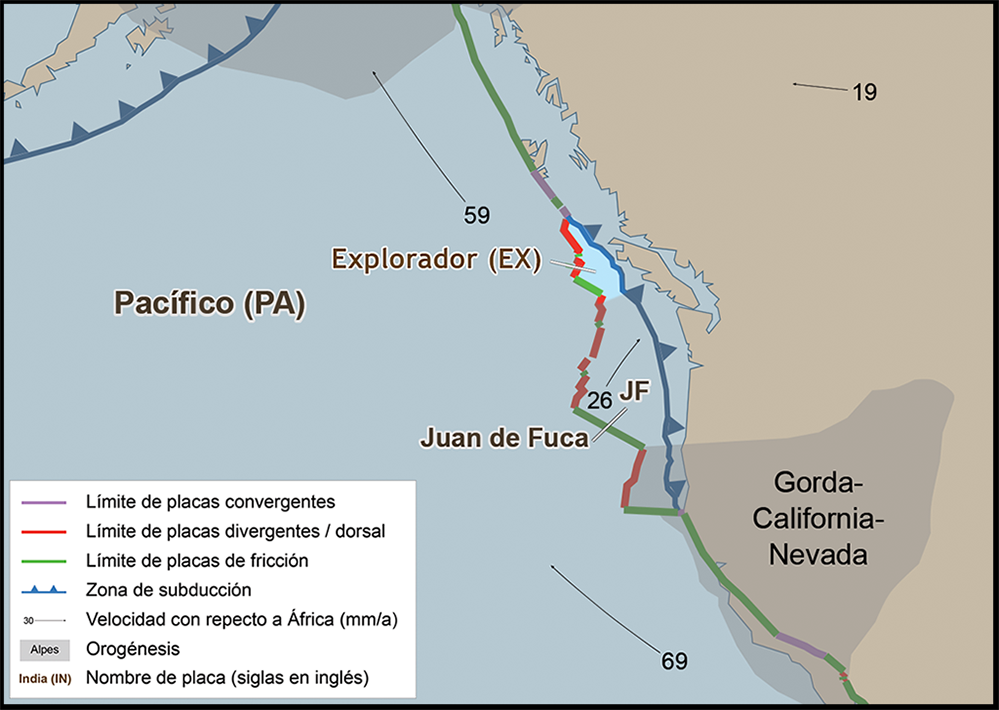
Placa tectónica del Explorador

La placa del Explorador es una placa tectónica oceánica que cubre una porción del océano Pacífico, al oeste de la isla de Vancouver. Las placas con las que limita son:
- Al norte, la placa Pacífica, con la que tiene un borde divergente que forma la dorsal del explorador.
- Al sur, la placa Juan de Fuca.
- Al este, la placa Norteamericana.
- Al oeste, la placa Pacífica.

- Datos: Q1384554